# Abisko Nationalpark
Abisko Nationalpark ligger i det nordligste Sverige i landskabet Lappland og er opkaldt efter den nærliggende landsby Abisko.
Den 7.700 hektar store nationalpark blev oprettet i 1909, samme år som Sveriges første naturbeskyttelseslov blev vedtaget. Formålet med nationalparken var at "bevare et område med nordlig nordisk natur i sin oprindelige tilstand og som et refugium for videnskabelig forskning". Desuden var hensigten med nationalparken, at den skulle blive en populær turistattraktion.
Vandrestien Kungsleden, der følger den skandinaviske bjergkæde, begynder i byen Abisko og løber gennem nationalparken til Hemavan. Den 800 km lange Nordkalottruta løber også gennem nationalparken. I nationalparken ligger Abisko Turiststation, der drives af Svenska Turistföreningen. Vintersportsstedet Nuolja Offpist ligger ligeledes i nationalparken.

## Ekstern henvisning
- Wikimedia Commons har flere filer relateret til Abisko
- Naturvårdsverket – Abisko nationalpark Arkiveret 30. september 2007 hos  Wayback Machine